# Reales Gas
Das reale Gas weicht in seiner thermischen Zustandsgleichung von der linearen Abhängigkeit des Drucks von Dichte und Temperatur ab, die das ideale Gas ausmacht. Die Abweichungen beruhen darauf, dass reale Gas-Teilchen ein Volumen besitzen (keine Punktmassen sind) und bei geringen Abständen wechselwirken (anziehen und abstoßen), z. B. durch Van-der-Waals-Kräfte.
Die Wechselwirkungen können mit dem Lennard-Jones-Potential, dem Kompressibilitätsfaktor und u. a. auch mit dem Joule-Thomson-Koeffizient in ungefährer Näherung beschrieben werden. So überwiegt bei der Berührung zweier Gasteilchen der repulsive (abstoßende) Kraftanteil, der extrem schnell ansteigt (mit r12 bzw. exponentiell).
Ist keine sehr große Genauigkeit erforderlich, so begnügt man sich in der Regel mit der Van-der-Waals-Gleichung zur Beschreibung des Zustandes eines realen Gases. Es gibt jedoch eine Vielzahl weiterer Zustandsgleichungen:
- Virialgleichungen
- Clausius-Gleichung
- Zustandsgleichung von Dieterici
- Zustandsgleichung von Redlich-Kwong
- Zustandsgleichung von Redlich-Kwong-Soave
- Zustandsgleichung von Peng-Robinson
- Zustandsgleichung von Benedict-Webb-Rubin
- Zustandsgleichung von Berthelot
- Zustandsgleichung von Wohl